# Metalloleptura rufofemorata
Metalloleptura rufofemorata là một loài bọ cánh cứng trong họ Cerambycidae.